# Rüdiger Köppe
Rüdiger Köppe (* 2. März 1962; † 15. Juni 2024) war ein deutscher Dozent für afrikanische Sprachen und Verleger.

## Ausbildung
Von 1982 bis 1988 studierte er Rechtswissenschaften und von 1988 bis 2000 Afrikanistik und Ethnologie an der Universität zu Köln.

## Lehrtätigkeit
Rüdiger Köppe war seit 2000 Lehrbeauftragter für Recht in Afrika am Institut für Afrikanistik der Universität zu Köln. Auch als Verfasser wissenschaftlicher Arbeiten hat er sich mit afrikanischen Rechtssystemen beschäftigt.
Er hat nicht nur die wissenschaftliche Landschaft der Afrikanistik über viele Jahre mitgeprägt, sondern durch seine verlegerische und redaktionelle Betreuung Ideen angestoßen, Autorinnen und Autoren im Entstehungsprozess ihrer wissenschaftlichen Arbeiten inspiriert und zur Realisierung von Standardwerken beigetragen.

## Verbandsarbeit
Im Fachverband Afrikanistik e. V. war er als Mitglied vielseitig tätig.
Er war langjähriger Schatzmeister und maßgeblich am Aufbau des Fachverbandes beteiligt. Außerdem setzte er sich mit großem Engagement für die Eintragung als Verein und für die Belange der Mitglieder ein.
Zuletzt war er Vorstandsmitglied.

## Rüdiger Köppe Verlag
Nach einer Idee der Kölner Professoren Wilhelm J.G. Möhlig und Bernd Heine gründete er am 25. Juli 1988 in enger Verbindung mit dem Institut für Afrikanistik der Universität zu Köln den unabhängigen wissenschaftlichen Rüdiger Köppe Verlag. Die beiden Professoren wollten die Veröffentlichungen ihres eigenen Faches, ihrer Kollegen und der benachbarten Disziplinen mit Hilfe eines alternativen, organisatorisch von der Universität unabhängigen Institutsverlags für afrikanische Sprachen und Kulturen verwirklichen. Sie haben seit seiner Gründung unermüdlich und erfolgreich ihre Bekanntheit und ihre wissenschaftlichen Fähigkeiten als Autoren und Herausgeber von Manuskripten dafür eingesetzt.
In über 35 Jahren hat sich der Verlag für die Fachbereiche Afrikanistik und Ethnologie zu einem Verlag für Monographien entwickelt, was sich überwiegend an der Zahl der veröffentlichten Qualifikationsschriften der jüngeren und älteren Fachvertreter sowie an der enormen Breite aller im Verlagsprogramm repräsentierten Sprachfamilien Afrikas zeigt. Seit 1998 widmet er sich auch zunehmend den traditionellen Rechtsordnungen, also der Rechtsethnologie und Rechtssoziologie Afrikas sowie Studien zur Semitistik/Äthiopistik.
Im Jahr 2000 konnte der Verlag zwei besondere technische Web-basierte Innovationen mit einer der ersten Online-Publikationen auf Verlags-Webseiten vorstellen: Zwei Werke der Reihe History, Cultural Traditions and Innovations in Southern Africa („Bände“ 12 und 15) konnten schon damals einschließlich der darin enthaltenen Karten und Fotografien von der Webseite dieser Titel als PDF-Datei heruntergeladen werden.
Seit Jahr 2012 bot der Verlag historische und andere Tondokumente zur Ergänzung von gedruckten Medien zum kostenlosen Anhören an, so z. B. die Dialoge von Muttersprachlern der Berbersprache von Zuara (Nordwest-Libyen) sowie Hörbeispiele aus dem Tonmaterial für den Sprachunterricht im Swahili, Hausa, Kanuri und Beja.
Der Verlag arbeitete eng mit den sieben Instituten für Afrikanistik/Afrikawissenschaften in der Bundesrepublik sowie mit allen vergleichbaren Instituten in Europa (z. B. in Gent, Göteborg, Leiden, Trondheim, Turin, Wien und Zürich) zusammen.
Im Verlag erschienen insgesamt bisher 860 Titel und zahlreiche laufende Zeitschriften, neben afrikanistischen und ethnologischen Arbeiten vor allem im Bereich der Rechtswissenschaften auch interdisziplinäre und zum Teil populärwissenschaftliche Werke.
Den Schwerpunkt bilden Monographien in englischer, deutscher und französischer Sprache sowie Lehrmaterial und Textbücher zu afrikanischen Sprachen. Diese Sprachlehrwerke bestehen meist aus einem Lehrbuch/Grundkurs, einem Übungsbuch, einer Grammatik oder grammatischen Skizze und im günstigsten Fall auch Audio-Material.
Diese Medien sind mit ihrem modularen Konzept nicht nur für Studierende der Afrikanistik, Ethnologie und Linguistik geeignet, sondern auch für all diejenigen die aus anderen praktischen Gründen eine der etwa 2000 afrikanischen Sprachen erlernen möchten.
Neben wissenschaftlichen Einzelwerken und Buchreihen gab der Verlag einige wissenschaftliche Zeitschriften heraus. Ergänzend zu den Lehr- und Übungsbüchern erschienen zum Erlernen der größeren afrikanischen Sprachen zunehmend Tonmaterialien mit Dialog- und Übungstexten.
Aufgrund vermehrter Anfragen zur parallelen Veröffentlichung von E-Books neben den gedruckten Buchausgaben entwickelte der Verlag seit November 2020 einen Webshop für Privatkunden.
Köppe leitete als Inhaber und Geschäftsführer mit Sitz in Köln den Verlag bis seinem Tod. Seitdem ruht der Verlag.